# 12 Gauge
12 Gauge è il sesto album del gruppo melodic death metal finlandese Kalmah. È stato pubblicato il 24 febbraio 2010 in Giappone, il 2 marzo in Canada, il 3 in Europa e il 6 marzo negli Stati Uniti. Dall'album è stato estratto il singolo omonimo.

## Tracce
L'album è composto da 9 tracce, di cui un singolo (12 Gauge).
1. Rust Never Sleeps - 05:16
2. One of Fail - 04:10
3. Bullets are Blind - 04:27
4. Swampwar - 04:19
5. Better Not to Tell - 03:58
6. Hook the Monster - 04:04
7. Godeye - 04:25
8. 12 Gauge - 05:50
9. Sacramentum - 06:28

Japanese Bonus Track
- Cold Sweat (Thin Lizzy Cover) - 03:10

## Formazione
- Pekka Kokko - voce, chitarra ritmica
- Antti Kokko - chitarra solista
- Marco Sneck - tastiera
- Timo Lehtinen - basso
- Janne Kusmin - batteria